# Apogonia nimbaensis
Apogonia nimbaensis är en skalbaggsart som beskrevs av Marc Lacroix 2008. Apogonia nimbaensis ingår i släktet Apogonia och familjen Melolonthidae. Inga underarter finns listade i Catalogue of Life.